# Franz Wilhelm von Barfus-Falkenburg
Franz Wilhelm August von Barfus-Falkenburg (* 15. Januar 1788 in Berlin; † 16. November 1863 in Lindow) war ein preußischer Generalmajor.

## Leben

### Herkunft
Er entstammt der altmärkischen uradeligen Familie Barfus, zu der auch der Generalfeldmarschall Hans Albrecht von Barfus (1635–1704) gehört. Seine Eltern waren der preußischen Major Franz Heinrich von Barfus (1740–1796) und dessen Ehefrau Leopoldine Wilhelmine Ernestine Charlotte, geborene von Young (1769–1816).

### Militärkarriere
Barfus besuchte die Kadettenhäuser in Stolp und Berlin. Als Fähnrich wurde er am 29. Juli 1805 im Infanterieregiment „von Kunheim“ der Preußischen Armee angestellt und nahm im folgenden Jahr an der Schlacht bei Auerstedt teil. Im Gefecht bei Wismar wurde er gefangen genommen und erst nach dem Frieden von Tilsit wieder in den Dienst gestellt. Als Sekondeleutnant (seit 1808) absolvierte er von 1810 bis 1812 die Allgemeinen Kriegsschule und wurde unter anderem von Scharnhorst unterrichtet. An den Befreiungskriegen nahm er als Premierleutnant (seit 18. Juni 1813) und Adjutant des Generals von Horn teil und kämpfte in den Schlachten bei Großgörschen, Bautzen, an der Katzbach, bei Leipzig (Eisernes Kreuz II. Klasse), Ligny (Eisernes Kreuz I. Klasse) und Waterloo. Als Auszeichnung wurde er am 16. November 1814 zum Stabskapitän und am 10. April 1815 zum Kapitän befördert.
Nach verschiedenen Adjutantenstellen wurde er am 9. August 1817 Major und am 24. September 1820 Direktor der Divisionsschule der 11. Division. Am 12. April 1823 wurde er Bataillonskommandeur im 17. Infanterie-Regiment, am 30. April 1834 Oberstleutnant und am 30. März 1836 Oberst. Im selben Jahr wurde Barfus Ehrenritter des Johanniterordens. Am 19. Mai 1838 wurde er zum Kommandeur des 28. Infanterie-Regiments ernannt, mit dessen Führung er bereits seit dem 18. August 1837 beauftragt gewesen war. Da eine Wunde am Schenkel ihn am Reiten hinderte, konnte er nicht mehr an der Front eingesetzt werden. Deshalb wurde er am 7. April 1842 mit der Beförderung zum Generalmajor zum Kommandanten von Graudenz ernannt. Unter Verleihung des Roten Adlerordens II. Klasse mit Eichenlaub schied Barfus am 11. Juli 1850 aus dem aktiven Dienst aus.
Er erwarb 1834 die Burg Reichenstein am Rhein und baute einen Turm zu seiner Wohnung aus. Aufgrund der vielen Turmfalken nannte er sie Falkenburg und erhielt am 27. März 1852 die Erlaubnis sich und seine Nachkommen „von Barfus-Falkenburg“ zu nennen. Seine Nachkommen verloren mit dem Verkauf der Burg 1877 bald nach dem Tod seiner Frau allerdings das Recht, sich „Barfus-Falkenburg“ zu nennen. Er war Mitglied des Vereines für Geschichte der Mark Brandenburg und schrieb eine Monografie über den berühmtesten Vertreter seines Geschlechts, Hans Albrecht von Barfus.

### Familie
Barfus heiratete am 4. November 1819 die Hauptmannstochter Emma von Möllendorff (1796–1876) aus dem Hause Wudike. Aus der Ehe gingen sechs Kinder hervor:
- Balduin (1822–1823)
- eine Tochter (* 1824)
- Albrecht (1825–1890), preußischer Major ⚭ Elisabeth von Saldern-Ahlimb (1835–1902)
- Berengar (1827–1828)
- Otto (1830–1870), preußischer Oberstleutnant ⚭ Klementine Gräfin von Bretzler (* 1830)
- Lothar (1835–1836)

## Werke
- H. A. Graf von Barfus. Königl. Preuß. General-Feldmarschall. Ein Beitrag zur Geschichte unter den Kurfürsten Friedrich Wilhelm und Friedrich III. von Brandenburg, insbesondere der Feldzüge gegen die Türken 1683, 1686, 1691. Verlag von Wilhelm Hertz, Berlin 1854, als Digitalisat beim Münchener Digitalisierungszentrum